# Le Mesnil-Auzouf
Pour les articles homonymes, voir Mesnil.
Le Mesnil-Auzouf est une ancienne commune française, située dans le pays du Bocage virois, le département du Calvados en région Normandie, devenue le 1er janvier 2017 une commune déléguée au sein de la commune nouvelle de Dialan sur Chaîne. Elle est peuplée de 347 habitants.

## Géographie
La commune est au nord du Bocage virois. Elle fait partie de la communauté de communes Aunay-Caumont-Intercom et à ce titre peut être localisée dans le Pré-Bocage, désignation récente, sorte de seuil du Massif armoricain. Son bourg est à 11 km à l'ouest d'Aunay-sur-Odon, à 15 km au sud-ouest de Villers-Bocage et à 20 km au nord-est de Vire.
Le territoire est traversé par la route départementale no 577 (ancienne route nationale 177) reliant Vire au sud-ouest à Caen au nord-est. Elle contourne le bourg par le nord-ouest, bourg desservi par son annexe et ancien tracé D 577a. Elle y croise par cette annexe (dont 300 m sont communs) la D 165 qui permet de rejoindre Saint-Martin-des-Besaces au nord-ouest et Le Plessis-Grimoult à l'est. Partant de la D 577 au nord du bourg, la  D 114 mène à Ondefontaine vers Aunay-sur-Odon au nord-est. L'accès à l'A84 est à Saint-Martin-des-Besaces (échangeur 41) vers Rennes à 10 km au nord-ouest, et à Coulvain (échangeur 42) vers Caen à 9,5 km au nord-est.
Le Mesnil-Auzouf — en particulier son bourg — est sur la ligne de partage des eaux entre les bassins de l'Orne et de la Vire. La majeure partie du territoire est dans le bassin de l'Orne, par un bras de son sous-affluent la Druance (affluent du Noireau), formé par la confluence du ruisseau du Mesnil-Auzouf qui traverse le territoire, et du ruisseau du Parc qui délimite le territoire à l'est. Une petite partie du territoire livre ses eaux à un autre affluent de l'Orne, l'Odon, par l'un de ses premiers affluents, le ruisseau de la Chaîne. La partie nord-est est dans le bassin de la Vire, par son sous-affluent le Courbençon (affluent de la Souleuvre) qui y fait fonction de limite.
Le point culminant (306 m) se situe au lieu-dit la Bruyère, au nord du bourg. Le point le plus bas (209 m) correspond à la sortie du Courbançon du territoire, au nord-ouest. La commune est bocagère.
| Brémoy                                      | Jurques, Ondefontaine                                      | Ondefontaine                                                                          |
| Souleuvre-en-Bocage (comm. dél. de Montamy) | du Mesnil-Auzouf                                           | Ondefontaine                                                                          |
| Souleuvre-en-Bocage (comm. dél. de Montamy) | Souleuvre-en-Bocage (comm. dél. de Montamy et Montchauvet) | Danvou-la-Ferrière (quelques mètres), Souleuvre-en-Bocage (comm. dél. de Montchauvet) |

## Toponymie
Mesnil Ozulfi est attesté en 1074.
Mesnil est un toponyme fréquent, particulièrement en Bocage normand, qui en ancien français désignait un domaine rural. Auzouf est dérivé de l'anthroponyme scandinave Osulfr.
Le gentilé est  Mesnil-Ursins.

## Politique et administration
| Période                                  | Période       | Identité      | Étiquette | Qualité           |
| ---------------------------------------- | ------------- | ------------- | --------- | ----------------- |
| Les données manquantes sont à compléter. |               |               |           |                   |
| 1998                                     | mars 2014     | Bruno Caer    | PRG       | Employé de bureau |
| mars 2014                                | décembre 2016 | Noël Villière | SE        | Agriculteur       |

Le conseil municipal était composé de onze membres dont le maire et deux adjoints.

## Démographie
L'évolution du nombre d'habitants est connue à travers les recensements de la population effectués dans la commune depuis 1793. À partir du 1er janvier 2009, les populations légales des communes sont publiées annuellement dans le cadre d'un recensement qui repose désormais sur une collecte d'information annuelle, concernant successivement tous les territoires communaux au cours d'une période de cinq ans. 
Pour les communes de moins de 10 000 habitants, une enquête de recensement portant sur toute la population est réalisée tous les cinq ans, les populations légales des années intermédiaires étant quant à elles estimées par interpolation ou extrapolation. Pour la commune, le premier recensement exhaustif entrant dans le cadre du nouveau dispositif a été réalisé en 2007,.
En 2021, la commune comptait 347 habitants, en évolution de −10,1 % par rapport à 2015 (Calvados : +1,58 %, France hors Mayotte : +2,49 %).
Le Mesnil-Auzouf a compté jusqu'à 740 habitants en 1841.
| 1793 | 1800 | 1806 | 1821 | 1831 | 1836 | 1841 | 1846 | 1851 |
| ---- | ---- | ---- | ---- | ---- | ---- | ---- | ---- | ---- |
| 566  | 616  | 585  | 644  | 670  | 723  | 740  | 715  | 679  |

| 1856 | 1861 | 1866 | 1872 | 1876 | 1881 | 1886 | 1891 | 1896 |
| ---- | ---- | ---- | ---- | ---- | ---- | ---- | ---- | ---- |
| 685  | 680  | 662  | 633  | 605  | 576  | 600  | 555  | 537  |

| 1901 | 1906 | 1911 | 1921 | 1926 | 1931 | 1936 | 1946 | 1954 |
| ---- | ---- | ---- | ---- | ---- | ---- | ---- | ---- | ---- |
| 518  | 511  | 496  | 426  | 434  | 434  | 406  | 410  | 392  |

| 1962 | 1968 | 1975 | 1982 | 1990 | 1999 | 2007 | 2012 | 2017 |
| ---- | ---- | ---- | ---- | ---- | ---- | ---- | ---- | ---- |
| 351  | 351  | 312  | 283  | 253  | 252  | 299  | 379  | 369  |

| 2019 | - | - | - | - | - | - | - | - |
| ---- | - | - | - | - | - | - | - | - |
| 358  | - | - | - | - | - | - | - | - |

## Lieux et monuments
- Église Saint-Christophe (XVIIIe siècle, chœur et chevet du XIXe).